# Templetonia retusa
Templetonia retusa là một loài thực vật có hoa trong họ Đậu. Loài này được (Vent.) R.Br. miêu tả khoa học đầu tiên.